# Rumeláj
Szűcs Judith 10. nagylemeze és egyben utolsó, amit az állami hanglemezgyártónál jelent meg. A Rumeláj albumot 1989-ben egy kislemez előzte meg, amelyen a Rumeláj mellett az albumon nem is hallható Belelóg a kalapom az arcomba(n) című számok találhatók. A koncepció a lemez készítésekor az volt, hogy ethno-pop stílus jegyében roma hangzást vittek a korszerű popzenei ötletek megvalósításához.

## Az album dalai[2]
1. Rumeláj (Rumelaj) (hagyományos, feld.: Szűcs Antal Gábor-Mihály Tamás-Fülöp Csaba)
2. Volt egyszer egy szerelem (Mihály Tamás-Fülöp Csaba)
3. Ne szégyelld (Voga János)
4. Még sohasem (hagyományos, feld.: Szűcs Antal Gábor-Fülöp Csaba)
5. Áj csu-csu (Garam Péter)
6. Táncolj csak (Szűcs Antal Gábor-Mihály Tamás-Fülöp Csaba-Choli Daróczi József)
7. Nem volt már rég (Voga János)
8. A szerelem tengerén (Mihály Tamás-Fülöp Csaba)
9. I Love Budapest (Garam Péter-Fülöp Csaba)
10. Dyelem, Dyelem (hagyományos, feld.: Mihály Tamás-Fülöp Csaba)

## Közreműködők
- Szűcs Judith – ének, vokál
- Mihály Tamás – szintetizátorok, dobprogram, vokál
- Szűcs Antal Gábor – gitárok, szintetizátorok, vokál
- Garam Péter – szintetizátorok, dobprogram
- Voga János – szintetizátorok, dobprogram, gitár, vokál
- Fágyol Tivadar – hegedű (7)
- Fülöp Tímea – ének (9)
- Szilágyi Gábor – vokál